# Жизнь продолжается (телесериал)
«Жизнь продолжается» (англ. Life Goes On) — американский драматический телевизионный сериал, который транслировался на ABC с 12 сентября 1989 по 23 мая 1993 года. В центре сюжета находилось семейство Тэтчеров из пригорода Чикаго, Элизабет и Дрю (Пэтти Люпон и Билл Смитрович), и их трое детей, один из которых страдал синдромом Дауна. «Жизнь продолжается» вошёл в историю телевидения как первый сериал, где на регулярной основе присутствовал персонаж с синдромом Дауна.
Сериал дебютировал на ABC осенью 1989 года и привлек внимание критиков, однако и не смог привлечь широкую аудиторию, занимая 67 позицию из 91 в рейтингах. Дополнительной проблемой была работа на съемочной площадке со страдающим в реальной жизни актёром Крисом Бёрком, исполнившим роль старшего сына с синдромом Дауна. Бёрк в итоге был номинирован на премию «Золотой глобус» за лучшую мужскую роль второго плана — мини-сериал, телесериал или телефильм в 1990 году. Во втором сезоне, однако, фокус сместился на примерную дочь Бекку (Келли Мартин). В третьем и четвёртом сезонах сериал добился подлинного успеха у критиков благодаря сюжетной линии, в которой героиня Мартин начинает встречаться и позже влюбляется в ВИЧ-положительного персонажа Джесси (Чад Лоу).
Сериал на протяжении всего периода трансляции находился на грани закрытия из-за низких рейтингов, несмотря на свои инновационные сюжеты. Проект также стал первой драмой на телевидении, где ВИЧ-инфицированный персонаж участвовал в центральной сюжетной линии. Сценаристы впоследствии продолжили сюжет, делая персонажа больным СПИДом в последнем сезоне. Сам сериал завершился неоднозначно, показав главную героиню пять лет спустя в качестве матери-одиночки, после смерти Джесси. Уже после завершения проекта, Келли Мартин была номинирована на премию «Эмми», а Чад Лоу в свою очередь выиграл статуэтку в категории за лучшую мужскую роль второго плана в драматическом сериале.